# Kapinos (architektura)
Kapinos – profil nadany dolnej powierzchni (gzymsu, płyty poziomej wystającej poza lico ściany itp.) przez wyżłobione podcięcie, wymuszający na spływającej wodzie deszczowej opadanie przed licem budynku.